# 廣聯企業
廣聯企業有限公司，簡稱廣聯企業（英語：SUCCESS HOLDINGS LIMITED，港交所除牌時0254.HK），在1972年建立，同年11月6日在香港交易所主板上市，曾是劉漢松（梁劉柔芬弟弟）主要大股東（1989年入主）。
當時業務在香港經營房地產業務，而曾計劃在1992年進行私有化，原因業務未能反映起色，另外把業務出售給國際德祥集團有限公司，但由於當時大股東進行參與內幕交易而被檢控，最後在1993年出售給臺灣著名企業，華新麗華股份有限公司，於是在1993年5月6日、1999年7月23日和2008年7月4日，分別更名為金獅亞洲有限公司（前身為華新國際集團有限公司，以及金獅遠東有限公司）、光訊控股集團有限公司、中國戶外媒體集團有限公司，以及國家聯合資源控股有限公司。

## 連結
- COMG.com.hk